# Filip Křesťan
Filip Křesťan (wym. [ˈfɪlɪp ˈkr̝̊ɛscan]; ur. 15 grudnia 1987 w Przybramiu) – czeski siatkarz, grający na pozycji atakującego. Od sezonu 2017/2018 występuje w drużynie VK Jihostroj Czeskie Budziejowice.

## Sukcesy klubowe
Mistrzostwo Czech:
- 2019
- 2017

Puchar Czech:
- 2019